# Абсорбтанс
Абсорбтанс (рос. относительное поглощение, [фактор поглощения] , англ. absorptance, [absorption factor]) — величина (α), що визначається як відношення поглиненого зразком світлового потоку Фа до світлового потоку Ф0, який початково падає на даний зразок:
α = Фа/Ф0.
У спектроскопії ця величина визначається через відповідні спектральні інтенсивності Ia, I0, які залежать від частоти. Якщо відсутні поверхневі ефекти, ефекти кювети (втрати внаслідок відбивання), розсіяння, люмінесценція, величину Ia/I0 називають внутрішнім абсорбтансом αі, який використовується при розрахунку абсорбансу за умови:
αі + Ti = 1,
де Ti — пропускання.
Синоніми — фактор поглинання, відносне поглинання.